# Temporada 1956 de Fórmula 1
Resultats de la Fórmula 1 a la temporada 1956.
És la temporada nº7 de la història del campionat del món de la Fórmula 1.

## Sistema de puntuació
S'adjudicaven punts als cinc primers llocs (8, 6, 4, 3, 2) i a més es donava un punt per la volta més ràpida.
Per al recompte final del campionat només es tenien en compte els cinc millors resultats dels nou possibles.
Els punts obtinguts per pilots que compartiren el cotxe eren repartits en parts iguals entre els pilots, sense importar el nombre de voltes en les que haguessin participat.

## Curses
| Rnd | Cursa                     | Data          | Circuit           | Pilot                           | Equip                | Resultats |
| --- | ------------------------- | ------------- | ----------------- | ------------------------------- | -------------------- | --------- |
| 1   | Gran Premi de l'Argentina | 22 de gener   | Buenos Aires      | Luigi Musso, Juan Manuel Fangio | Ferrari              | Resultats |
| 2   | Gran Premi de Mònaco      | 13 de maig    | Mònaco            | Stirling Moss                   | Maserati             | Resultats |
| 3   | Indianapolis 500          | 30 de maig    | Indianápolis      | Pat Flaherty                    | Watson - Offenhauser | Resultats |
| 4   | Gran Premi de Bèlgica     | 3 de juny     | Spa-Francorchamps | Peter Collins                   | Ferrari              | Resultats |
| 5   | Gran Premi de França      | 1 de juliol   | Reims-Gueux       | Peter Collins                   | Ferrari              | Resultats |
| 6   | Gran Premi del Regne Unit | 14 de juliol  | Silverstone       | Juan Manuel Fangio              | Ferrari              | Resultats |
| 7   | Gran Premi d'Alemanya     | 5 d'agost     | Nürburgring       | Juan Manuel Fangio              | Ferrari              | Resultats |
| 8   | Gran Premi d'Itàlia       | 2 de setembre | Monza             | Stirling Moss                   | Maserati             | Resultats |

## Posició final al Campionat de pilots del 1956
| Pos. | Pilot                   | N° | País         | Punts | Victòries | Podis | Poles |
| ---- | ----------------------- | -- | ------------ | ----- | --------- | ----- | ----- |
| 1    | Juan Manuel Fangio      | 22 | Argentina    | 30    | 2         | 2     | 6     |
| 2    | Stirling Moss           | 36 | Regne Unit   | 28    | 2         | 3     | 1     |
| 3    | Peter Collins           | 26 | Regne Unit   | 25    | 2         | 4     |       |
| 4    | Jean Behra              | 32 | França       | 22    |           | 5     |       |
| 5    | Pat Flaherty            | 8  | Estats Units | 8     | 1         | 1     | 1     |
| 6    | Eugenio Castellotti     | 22 | Itàlia       | 7.5   |           | 1     |       |
| 7    | Paul Frere              | 6  | Bèlgica      | 6     |           | 1     |       |
| 8    | Paco Godia              | 38 | Espanya      | 6     |           |       |       |
| 9    | Sam Hanks               | 4  | Estats Units | 6     |           | 1     |       |
| 10   | Jack Fairman            | 6  | Regne Unit   | 5     |           |       |       |
| 11   | Luigi Musso             | 28 | Itàlia       | 4     | 1         | 1     |       |
| 12   | Mike Hawthorn           | 23 | Regne Unit   | 4     |           | 1     |       |
| 13   | Don Freeland            | 16 | Estats Units | 4     |           | 1     |       |
| 14   | Ron Flockhart           | 4  | Regne Unit   | 4     |           | 1     |       |
| 15   | Cesare Perdisa          | 8  | Itàlia       | 3     |           | 1     |       |
| 16   | Johnnie Parsons         | 98 | Estats Units | 3     |           |       |       |
| 17   | Harry Schell            | 18 | Estats Units | 3     |           |       |       |
| 18   | Alfonso de Portago      | 30 | Espanya      | 3     |           | 1     |       |
| 19   | Horace Gould            | 19 | Regne Unit   | 2     |           |       |       |
| 20   | Olivier Gendebien       | 44 | Bèlgica      | 2     |           |       |       |
| 21   | Dick Rathmann           | 73 | Estats Units | 2     |           |       |       |
| 22   | Luigi Villoresi         | 34 | Itàlia       | 2     |           |       |       |
| 23   | Hernando da Silva Ramos | 14 | Brasil       | 2     |           |       |       |
| 24   | Louis Rosier            | 15 | França       | 2     |           |       |       |
| 25   | Chico Landi             | 2  | Brasil       | 1.5   |           |       |       |
| 26   | Gerino Gerini           | 42 | Itàlia       | 1.5   |           |       |       |
| 27   | Paul Russo              | 10 | Estats Units | 1     |           |       |       |
| 28   | Maurice Trintignant     | 20 | França       |       |           |       |       |
| 29   | Luigi Piotti            | 40 | Itàlia       |       |           |       |       |
| 30   | Keith Andrews           | 89 | Estats Units |       |           |       |       |
| 31   | Les Leston              | 2  | Regne Unit   |       |           |       |       |
| 32   | Oscar Gonzalez          | 16 | Uruguai      |       |           |       |       |
| 33   | Ottorino Volonterio     | 22 | Suïssa       |       |           |       |       |
| 34   | Pat O'Connor            | 7  | Estats Units |       |           |       |       |
| 35   | Paul Emery              | 32 | Regne Unit   |       |           |       |       |
| 36   | Piero Scotti            | 28 | Itàlia       |       |           |       |       |
| 37   | Ray Crawford            | 49 | Estats Units |       |           |       |       |
| 38   | Robert Manzon           | 10 | França       |       |           |       |       |
| 39   | Roy Salvadori           | 44 | Regne Unit   |       |           |       |       |
| 40   | Tony Bettenhausen       | 99 | Estats Units |       |           |       |       |
| 41   | Tony Brooks             | 24 | Regne Unit   |       |           |       |       |
| 42   | Toulo de Graffenried    | 14 | Suïssa       |       |           |       |       |
| 43   | Troy Ruttman            | 53 | Estats Units |       |           |       |       |
| 44   | Umberto Maglioli        | 46 | Itàlia       |       |           |       |       |
| 45   | Rodger Ward             | 19 | Estats Units |       |           |       |       |
| 46   | Archie Scott-Brown      | 19 | Regne Unit   |       |           |       |       |
| 47   | Carlos Menditeguy       | 6  | Argentina    |       |           |       |       |
| 48   | Bruce Halford           | 48 | Regne Unit   |       |           |       |       |
| 49   | Bob Veith               | 14 | Estats Units |       |           |       |       |
| 50   | Bob Sweikert            | 1  | Estats Units |       |           |       |       |
| 51   | Bob Gerard              | 26 | Regne Unit   |       |           |       |       |
| 52   | Cliff Griffith          | 27 | Estats Units |       |           |       |       |
| 53   | Billy Garrett           | 41 | Estats Units |       |           |       |       |
| 54   | Andre Simon             | 12 | França       |       |           |       |       |
| 55   | Andy Linden             | 5  | Estats Units |       |           |       |       |
| 56   | Andre Pilette           | 34 | Bèlgica      |       |           |       |       |
| 57   | Al Keller               | 55 | Estats Units |       |           |       |       |
| 58   | Al Herman               | 12 | Estats Units |       |           |       |       |
| 59   | Piero Taruffi           | 16 | Itàlia       |       |           |       |       |
| 60   | José Froilán González   | 12 | Argentina    |       |           |       |       |
| 61   | Bob Christie            | 57 | Estats Units |       |           |       |       |
| 62   | Jimmy Daywalt           | 48 | Estats Units |       |           |       |       |
| 63   | Johnny Thomson          | 88 | Estats Units |       |           |       |       |
| 64   | Johnny Boyd             | 15 | Estats Units |       |           |       |       |
| 65   | Andre Milhoux           | 11 | Bèlgica      |       |           |       |       |
| 66   | Desmond Titterington    | 20 | Regne Unit   |       |           |       |       |
| 67   | Johnnie Tolan           | 34 | Estats Units |       |           |       |       |
| 68   | Jimmy Reece             | 26 | Estats Units |       |           |       |       |
| 69   | Jimmy Bryan             | 2  | Estats Units |       |           |       |       |
| 70   | Jim Rathmann            | 24 | Estats Units |       |           |       |       |
| 71   | Fred Agabashian         | 42 | Estats Units |       |           |       |       |
| 72   | Jack Brabham            | 30 | Austràlia    |       |           |       |       |
| 73   | Duke Dinsmore           | 64 | Estats Units |       |           |       |       |
| 74   | Ed Elisian              | 10 | Estats Units |       |           |       |       |
| 75   | Giorgio Scarlatti       | 14 | Itàlia       |       |           |       |       |
| 76   | Eddie Johnson           | 81 | Estats Units |       |           |       |       |
| 77   | Gene Hartley            | 82 | Estats Units |       |           |       |       |
| 78   | Jack Turner             | 54 | Estats Units |       |           |       |       |